# Guy Gnabouyou
Guy Kassa Gnabouyou (Marsiglia, 1º dicembre 1989) è un ex calciatore francese, di ruolo attaccante.

## Carriera

### Club
Ha debuttato in Ligue 1 contro il Le Mans.

### Nazionale
In nazionale conta una presenza con la nazionale francese Under-21.

## Palmarès

### Club

#### Competizioni nazionali
- Coppa di Lega francese: 1

Olympique Marsiglia: 2009-2010
- Campionato francese: 1

Olympique Marsiglia: 2009-2010
- Supercoppa francese: 1

Olympique Marsiglia: 2010